# 長浜洋一
長浜 洋一（ながはま よういち、1950年1月1日 - ）は、日本の経営者。フジクラ社長、会長を務めた。東京都出身。

## 経歴
1973年に早稲田大学商学部を卒業し、同年に藤倉電線(のちのフジクラ)に入社。2003年4月に取締役に就任し、2006年6月に常務を経て、2009年4月には社長に就任。2016年4月に会長に就任。